# Crack Bang Boom
Crack Bang Boom es la Convención Internacional de Historietas de la Ciudad de Rosario en Argentina, la cual consiste en un evento de historietas y un popular concurso de cosplay, además de muestras dedicadas al comic de autor, el cómic autoeditado y el fanzine. Se realiza anualmente en la ciudad de Rosario, y las muestras se enfocan principalmente en el género de la fantástico y la ciencia ficción. La primera edición se realizó en el año 2010, y desde entonces la cantidad de asistentes que atrae aumenta constantemente.
Este evento es producto de la iniciativa del artista Eduardo Risso, reconocido a nivel internacional, quien agrupó a varios artistas y trabajó en conjunto con la Municipalidad de Rosario para crearlo. Risso decidió llevar a cabo CBB para continuar con el espacio y el legado que había dejado vacante la extinta convención Leyendas, celebrada también en Rosario hasta el 2008.
Desde su creación hasta la actualidad, CBB ha crecido en importancia de manera impresionante, y se destaca por la cantidad y calidad de artistas extranjeros y nacionales que invita anualmente a dar conferencias, talleres o exposiciones, además del multitudinario concurso de disfraces/cosplay que se realiza al finalizar el evento. Con el apoyo y la organización de la Municipalidad de Rosario y Risso, Crack Bang Boom se ha convertido en uno de los acontecimientos anuales más destacados a nivel nacional, y es considerada como una de las convenciones más grandes de su tipo en toda Latinoamérica, y la más importante en Sudamérica.

## Historia

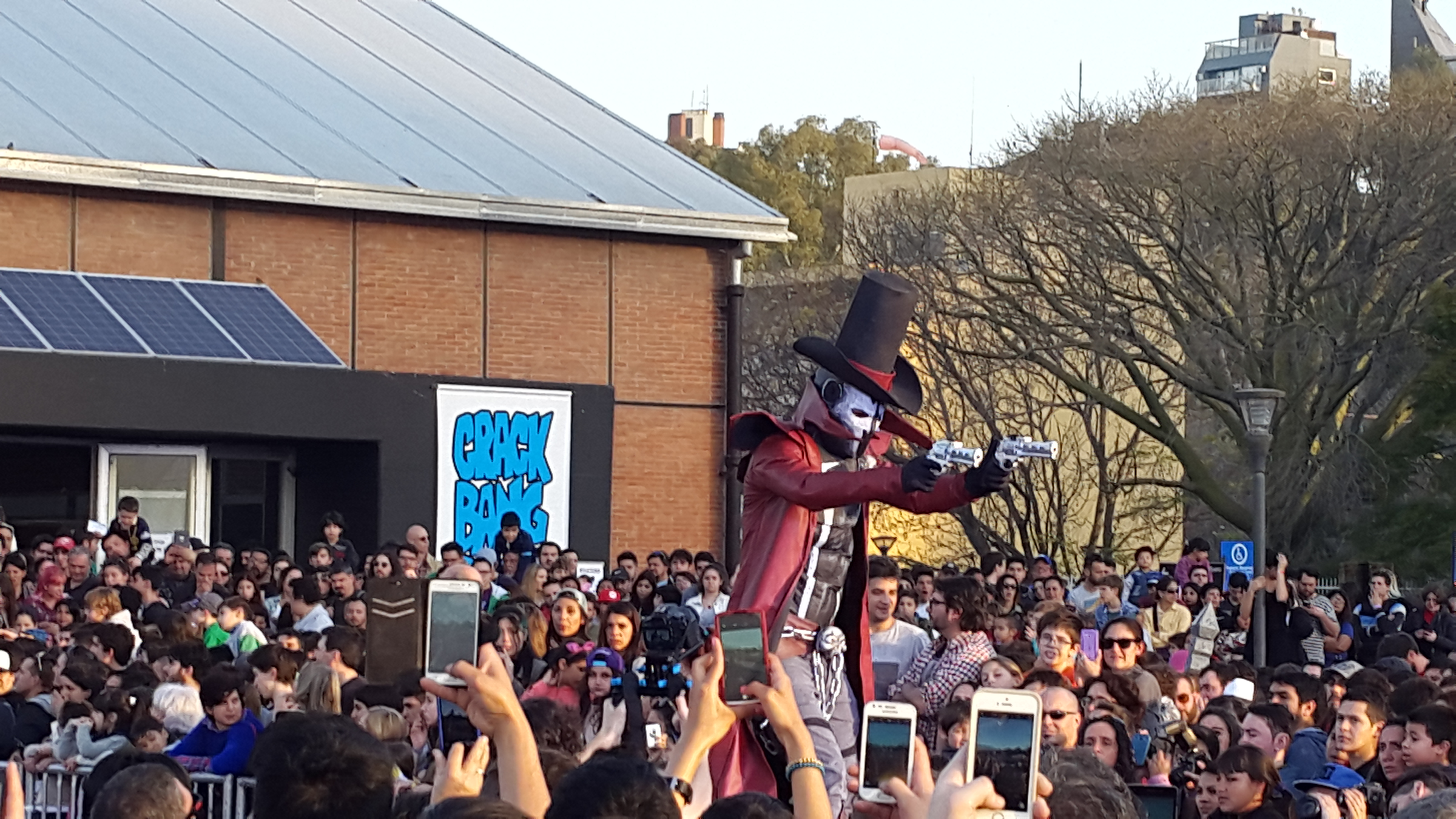
Desfile Crack Bang Boom 2016

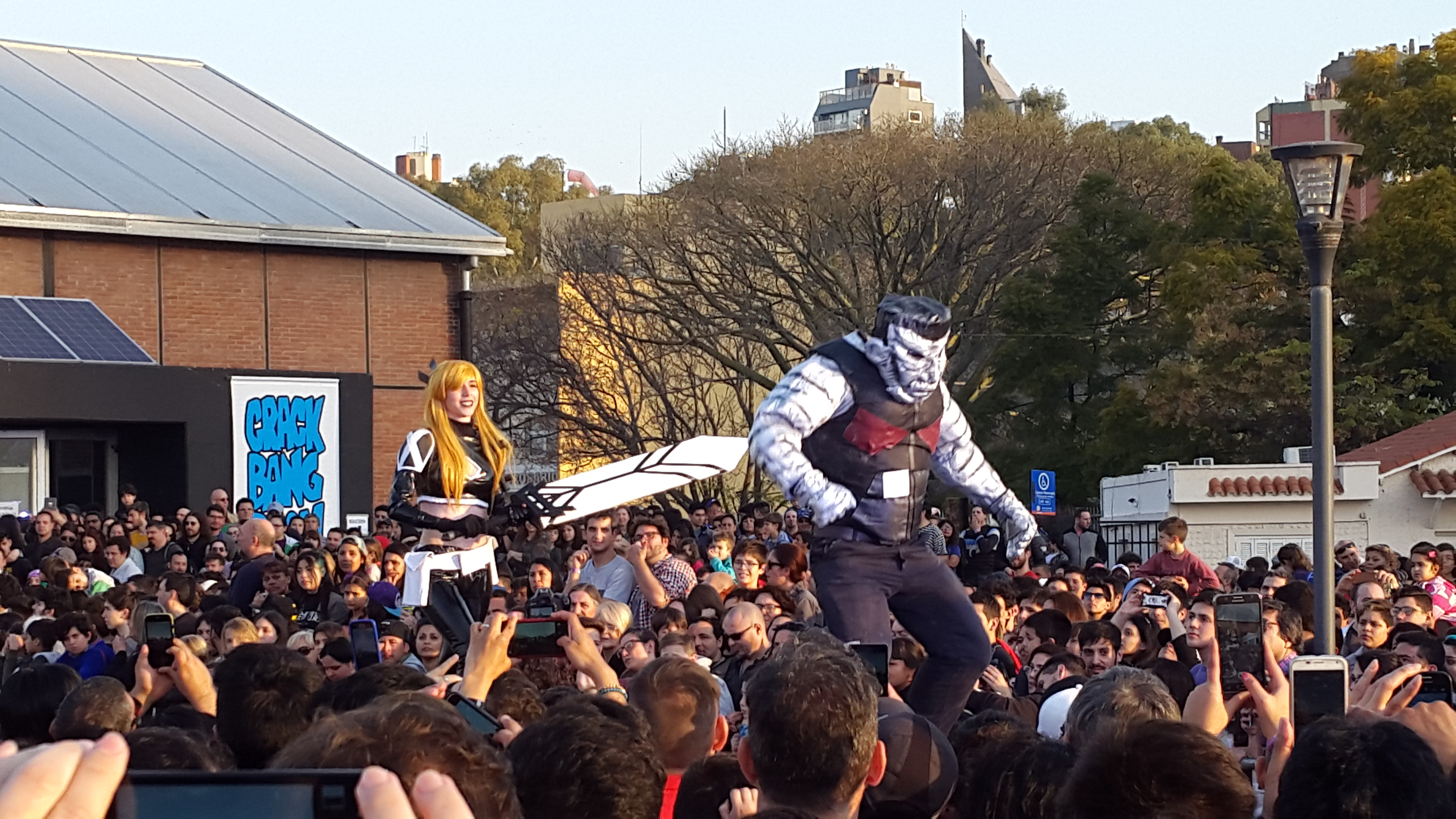
Desfile Crack Bang Boom 2016

### Origen
El artista Eduardo Risso, oriundo de Leones (provincia de Córdoba), quien posee una relación especial con la ciudad de Rosario, debido a que había trabajado allí (con la editorial Puro Comic) y era invitado frecuentemente a las ediciones de la famosa convención de Rosario «Leyendas» - en calidad de figura influyente dentro del medio, a nivel nacional e internacional -, tomó a Leyendas como inspiración y base para crear en 2010 CRACK BANG BOOM, y así continuar con la tradición dejada por la anterior convención de historietas/cómics, fantasía y ciencia ficción.
Desde el año de su lanzamiento, CBB sobrepasó en expectativas y éxito la alta marca dejada por Leyendas. Desde su lanzamiento, Crack Bang Boom se desarrolla una vez por año, durante cuatro días, a mediados de cada año.

### Actualidad
Actualmente el encuentro anual de Crack Bang Boom es organizado por el Equipo CBB (Risso, David Alabarcez, Germán Peralta Carrasoni, Eduardo Santillan Marcus, Juan Ángel Szama) junto a la Secretaría de Cultura y Educación de la Municipalidad de Rosario, y se ha convertido en la convención de mayor trayectoria de su tipo en el país.

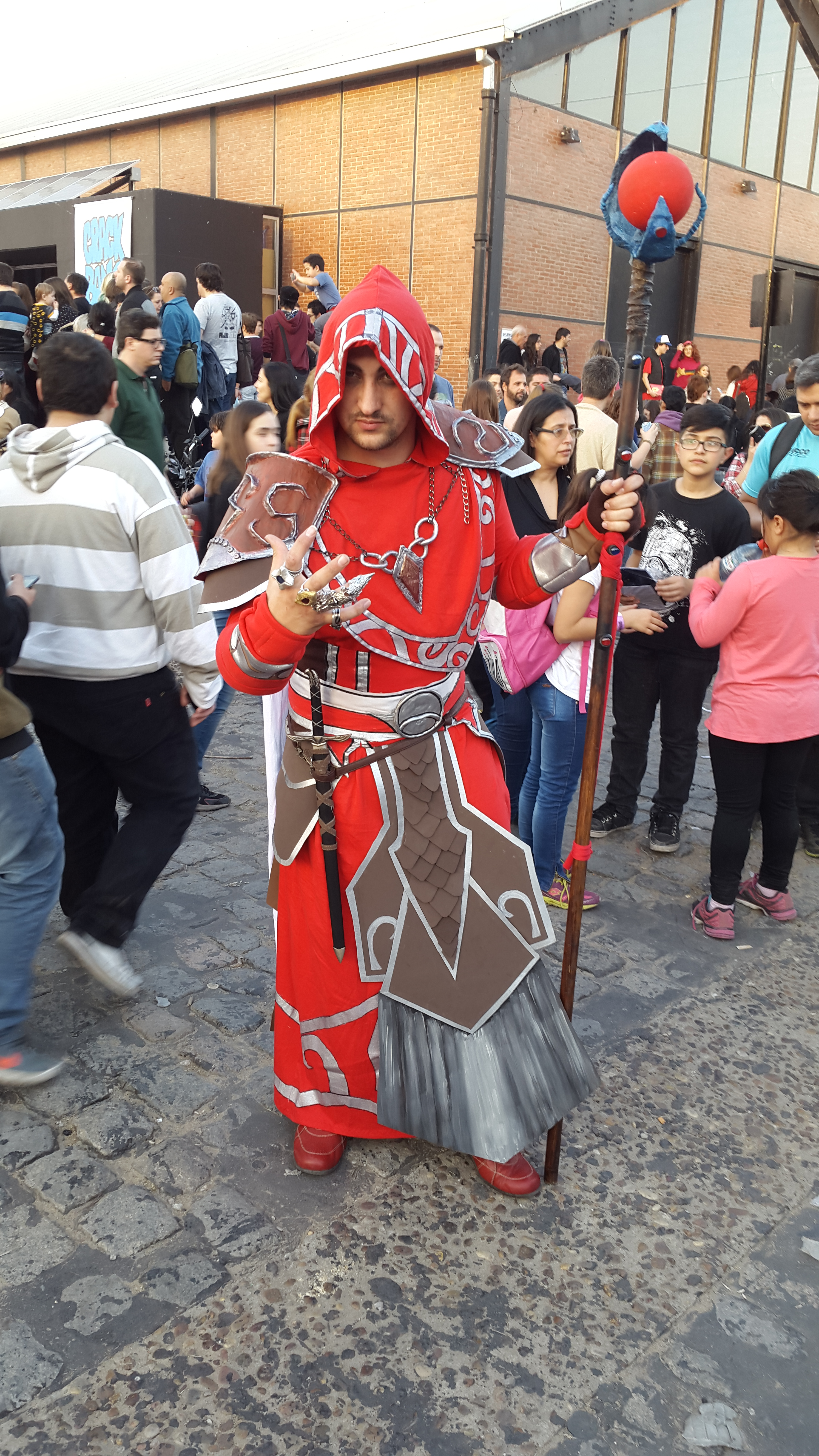
Cosplay de Mago en Crack Bang Boom 2016

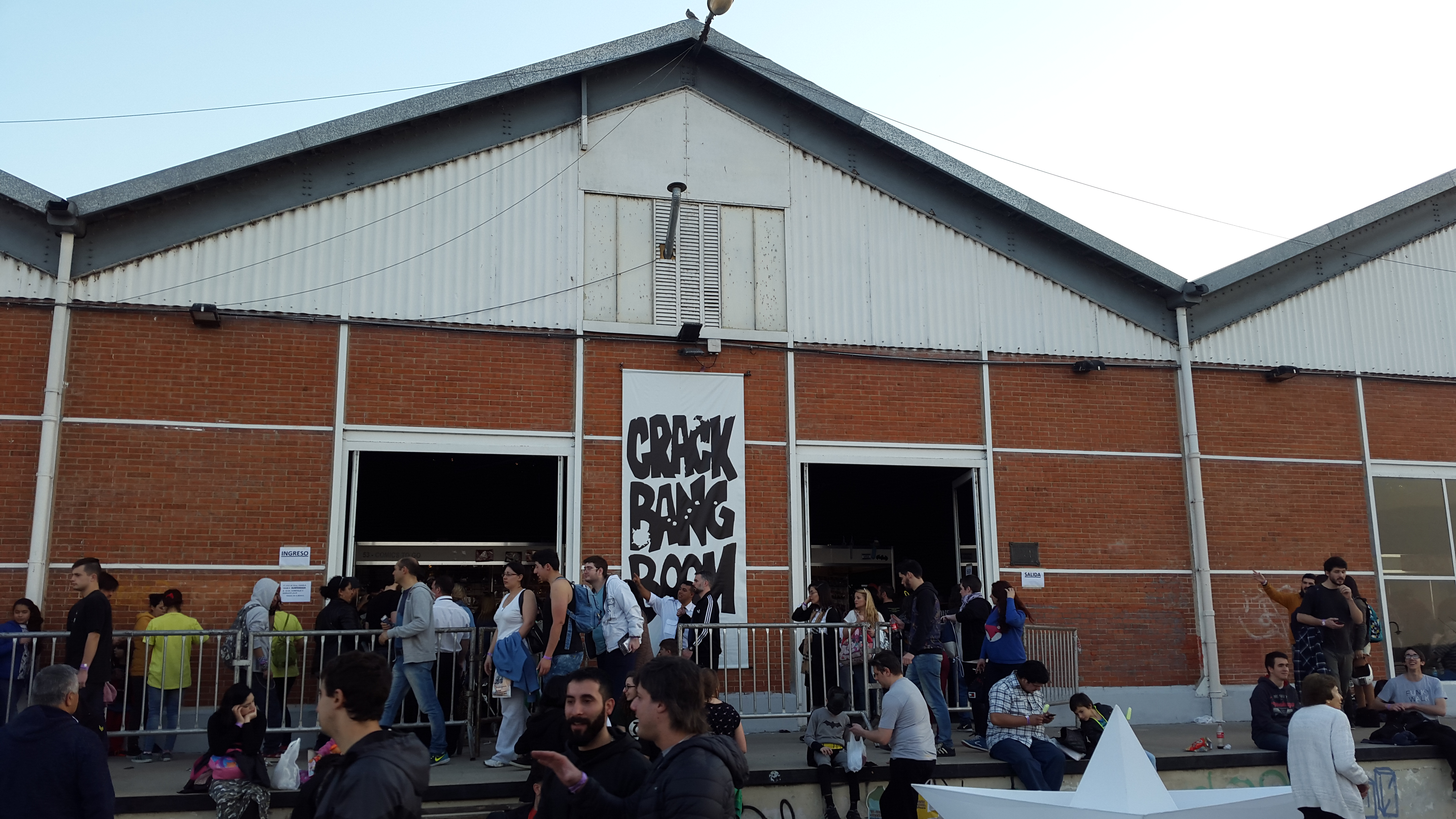
Pabellón Crack Bang Boom 2016

La edición del año 2020 fue cancelada debido a la pandemia mundial de COVID-19; los "Premios Trillo" (dedicados en nombre al aclamado guionista Carlos Trillo) que entrega el festival a distintos artistas de la historieta y el cómic fueron brindados virtualmente, y la lista de ganadores fue publicada en el sitio oficial de Crack Bang Boom.
En el 2021 no se llevó a cabo la edición de ese año ni la entrega de los Premios Trillo. En agosto de 2022, con la vuelta efectiva de la presencialidad general, volvió a realizarse en Rosario la edición con público de CBB luego de dos años de virtual inactividad.